# 16319 Xiamenerzhong
A 16319 Xiamenerzhong (ideiglenes jelöléssel (16319) 3252 T-1) a Naprendszer kisbolygóövében található aszteroida. Cornelis Johannes van Houten, Ingrid van Houten-Groeneveld és Tom Gehrels fedezte fel 1971. március 26-án.